# Hermann Schelenz

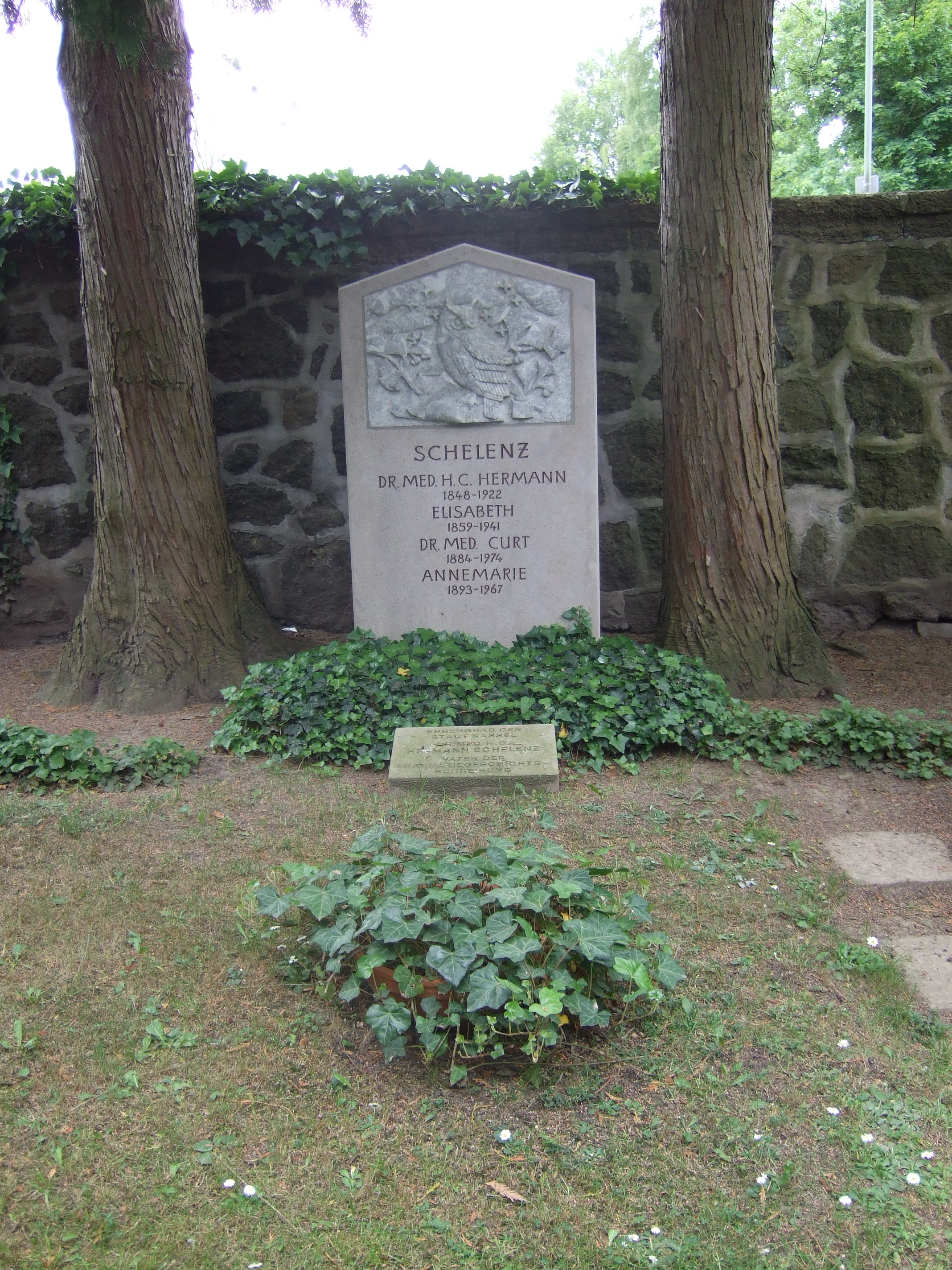
Hermann Schelenz sírja a kasselli Wehlheiden temetőben

Hermann Emil Schelenz (Kempen, ma: Kępno, Lengyelország, 1848. április 9. – Kassel, 1922. szeptember 28.) német gyógyszerész, gyáros, a gyógyszerészettörténet egyik úttörője.

## Élete
Pénzügyi okok miatt nem tudott orvostudományt tanulni, ezért gyógyszerészi tanulmányokba kezdett. 1868-ban Oppelnben (ma: Opole) gyógyszerészasszisztensi vizsgát tett, majd Rendsburgban Johannes Lehmann óvárosi gyógyszertárában kezdett dolgozni. 1872-ben Greifswaldban folytatott további tanulmányokat, két évvel később megvásárolta az óvárosi gyógyszertárat, amelyet jelentősen kibővített, hogy magába tudja foglalni a vegyi- és gyógyszergyárat, a csomagküldő üzlethelyiségeket és a gyógyszer-nagykereskedelemhez szükséges raktárakat. Az üzlet hamarosan Schleswig-Holstein legnagyobb gyógyszertára lett. 1893-ban eladta üzletét, s a gyógyszerészet történetének tanulmányozása felé fordult, 1895-től folytatott komolyabb kutatásokat. Az első világháború után megélhetését publikáció biztosították, mivel az infláció miatt teljes vagyonát elvesztette. Fő művét, a Geschichte der Pharmazie-t 1904-ben Kasselben írta. Összesen 893 folyóiratcikk és 871 egyéb beszámoló, valamint számos névtelenül publikált cikk köthető hozzá, publikációi száma meghaladja a kétezret. Sok cikkét Ahlgreen álnéven jegyezte. 1920-ban a freiburgi Albert Ludwig Egyetem tiszteletbeli doktorátussal tüntette ki. 
1929-től adományozzák a Schelenz-plakettet azoknak, akik a gyógyszerészet kutatásában szereznek érdemeket. Nevét őrzi az 1998-ban alapított Hermann Schelenz Gyógyszerészeti és Kultúrtörténeti Intézet is.

## Válogatott munkái
- Frauen im Reiche Aeskulaps, Leipzig 1900
- Geschichte der Pharmazie, Berlin 1904
- Zur Geschichte der pharmazeutisch-chemischen Destilliergeräte, Miltitz bei Berlin 1911
- Organotherapie im Laufe der Jahrtausende. In: Sudhoffs Archiv 4, 1911, S. 138–156
- Shakespeare und sein Wissen auf den Gebieten der Arznei- und Volkskunde, Leipzig 1914
- Geheimlehren. Dämonologie bei Shakespeare. I-III, Janus, 1915

## Külső hivatkozások
- A német wikisource oldala Schelenz munkáival
- Schelenz által, illetve róla írt munkák a Deutsche Nationalbibliothek oldalán
- A Hermann Schelenz Intézet honlapja Archiválva 2019. április 6-i dátummal a Wayback Machine-ben

## Fordítás
- Ez a szócikk részben vagy egészben  a   Hermann Schelenz című német Wikipédia-szócikk ezen változatának fordításán alapul.  Az eredeti cikk szerkesztőit annak laptörténete sorolja fel. Ez a jelzés csupán a megfogalmazás eredetét és a szerzői jogokat jelzi, nem szolgál a cikkben szereplő információk forrásmegjelöléseként.